# Onsøy
Onsøy is een plaats in de Noorse gemeente Fredrikstad in de provincie Østfold. In 1837 werd Onsøy een zelfstandige gemeente. Nadat eerder al delen aan Fredrikstad waren toegevoegd werd de gemeente in 1994 opgeheven. De parochiekerk werd gebouwd in 1887. Het dorp heeft een station aan de spoorlijn Oslo - Kornsjø.